# Wojewódzki Szpital Chorób Płuc w Wodzisławiu Śląskim
Wojewódzki Szpital Chorób Płuc im. dr Alojzego Pawelca – dawne sanatorium, dziś jeden ze szpitali znajdujących się w Wodzisławiu Śląskim, specjalizujący się w chorobach płuc. Budynki szpitala stanowią obiekty zabytkowe. 

## Oddziały
W szpitalu działają trzy oddziały:
- Oddział I. Oddział gruźlicy i chorób płuc (38 łóżek)
- Oddział II. Oddział Pulmonologiczny (36 łóżek)
- Oddział III. Oddział Pulmonologi i Rehabilitacji Oddechowej (26 łóżek)[1]

Przy szpitalu działa także poradnia oraz pracownie i laboratorium. 

## Charakterystyka
Szpital powstał w 1993 roku na bazie wcześniejszego Sanatorium Przeciwgruźliczego, którego początki sięgają 1898 r. Sanatorium to umiejscowione zostało w kompleksie leśnym Grodzisko w Wodzisławiu Śląskim. Budynek szpitala otoczony jest lasem i 9-hektarowym parkiem leśnym. Cały teren jest do dyspozycji pacjentów. Park jest porośnięty starodrzewem i przecięty głębokim wąwozem. Zabudowania szpitala wraz z otoczeniem parkowym zostały wpisane do rejestru zabytków województwa śląskiego. Budynek szpitala wzniesiono w lesie w 1898 r., powstał na terenie historycznego Wodzisławia, dziś jednak znajduje się on w dzielnicy Wilchwy.

### Historia
Sanatorium Przeciwgruźlicze w Wodzisławiu Śląskim budowano w latach 1897-1898 r. jako Volks – Heilstätte für Lungenkranke Loslau. Uroczyste otwarcie miało miejsce 2 lipca 1898 r. Miejsce to wybrano spośród kilku innych górnośląskich kandydatur na historycznym wodzisławskim Grodzisku. W latach 1910-1913 Sanatorium zostało rozbudowane i oprócz budynku głównego mieściło również wówczas nowoczesne zaplecze m.in. generatory prądu, pralnię parową, własne źródło wody oraz kanalizację. W 1922 r. Sanatorium znalazło się w Polsce i nadal należało do Spółki Brackiej w Tarnowskich Górach. Wtedy też staraniem dyrektora placówki i senatora dra Alojzego Pawelca w latach 1936-1938 zaadaptowano część lasu na obszerny park sanatoryjny. W czasie II wojny światowej leczono tam również żołnierzy. Po II wojnie światowej placówka wymagała remontu i dopiero od 1949 r. działała ponownie jako Sanatorium. Brak inwestycji i remontów w czasach Polski Ludowej, doprowadził do zniszczenia infrastruktury parku sanatoryjnego. W 1993 r. w okresie przemian ustrojowych w kraju, na bazie dawnego Sanatorium utworzono Wojewódzki Szpital Chorób Płuc. Dopiero w 2002 r. przeprowadzono kolejny większy remont. Wiele zabytkowych budynków wymaga jednak renowacji.

### Zabytki
Obiekty szpitala powstały w XIX i początkach XX wieku i od 11 grudnia 2000 r. są ujęte w rejestrze zabytków województwa śląskiego pod nr A/40/01, stanowiąc doskonały przykład dawnego budownictwa szpitalnego i sanatoryjnego umiejscowionego w kompleksie leśnym. Pawilon główny sanatorium – wzniesiono go z cegły, na planie prostokąta; ma cztery kondygnacje, a przykryto go dachem wielopłaszczyznowym. Fasadę południową urozmaicono kilkoma ryzalitami (zwieńczonymi wieżyczkami) oraz trójkątnym przyczółkiem. Poza pawilonem głównym w rejestrze zabytków figurują:
- budynek administracyjno-gospodarczy
- kotłownia z kominem
- dom mieszkalny
- willa naczelnego lekarza sanatorium w stylu cottage
- park i grota